# 仙台市立北仙台小学校
仙台市立北仙台小学校（せんだいしりつ きたせんだいしょうがっこう）は宮城県仙台市青葉区にある公立小学校である。2021年の児童数は517人、20学級、教職員33人。

## 概要
旧仙台市の北部にあり，なだらかな起伏に富む丘陵地に造成された住宅団地の中に北仙台小学校がある。校庭付近より、旧貝塚が、出土している。

## 沿革
- 1970年（昭和45年）4月1日 - 仙台市立荒巻小学校と仙台市立台原小学校より分離開校[3]

## 学区
- あけぼの町の一部、北根4丁目、鷺ケ森、堤町3丁目の一部、東勝山、藤松、双葉ヶ丘、水の森[4]

## 卒業後の進路
- 北仙台中学校へ進学する[4]。